# Váchartyán, Pesta
Váchartyán  este un sat în districtul Vác, județul Pesta, Ungaria, având o populație de 1.739 de locuitori (2011). 

## Demografie
Componența etnică a satului Váchartyán
     Maghiari (98,28%)
     Necunoscut (0,51%)
     Alții (1,21%)
Componența confesională a satului Váchartyán
     Romano-catolici (41,58%)
     Reformați (17,94%)
     Fără religie (10,47%)
     Luterani (1,44%)
     Necunoscută (27,6%)
     Alte religii (2,01%)
Conform recensământului din 2011, satul Váchartyán avea 1.739 de locuitori. Din punct de vedere etnic, majoritatea locuitorilor (98,28%) erau maghiari. Apartenența etnică nu este cunoscută în cazul a 0,51% din locuitori. Nu există o religie majoritară, locuitorii fiind romano-catolici (41,58%), reformați (17,94%), persoane fără religie (10,47%) și luterani (1,44%). Pentru 27,6% din locuitori nu este cunoscută apartenența confesională.